# Raincoat
Pour plus de détails, voir Fiche technique et Distribution.
Raincoat (रेनकोट) est un film du réalisateur bengali Rituparno Ghosh sorti en 2004. Interprété par Aishwarya Rai Bachchan et Ajay Devgan, c'est une adaptation de la nouvelle The Gift of the Magi de l'écrivain américain O. Henry.

## Synopsis
Manu a besoin d'argent ; sans emploi, il tente d'en trouver au plus vite. Il se rend chez Neeru, son ancienne fiancée, à Calcutta. Ils discutent longuement et Neeru enfile le manteau de Manu pour sortir  lui acheter quelque chose, lui recommandant de ne surtout ouvrir à personne. Mais un homme arrive et demande à aller aux toilettes, Manu lui ouvre et fait alors une étrange découverte...

## Fiche technique
- Titre : Raincoat
- Titre original : रेनकोट
- Réalisation : Rituparno Ghosh
- Langue : hindi

## Distribution
- Aishwarya Rai Bachchan : Neerja
- Ajay Devgan : Manoj
- Annu Kapoor : l'homme qui désire utiliser les toilettes
- Surekha Sikri : mère de Manoj